# Trường Đại học Sư phạm Hà Nội 2
Trường Đại học Sư phạm Hà Nội 2 (tên tiếng Anh: Hanoi Pedagogical University 2) là trường đại học công lập được thành lập ngày 14 tháng 8 năm 1967 theo Quyết định số 128/CP của Hội đồng Chính phủ. Trường có trụ sở chính tại tỉnh Vĩnh Phúc. Trường đang đào tạo 20 ngành cử nhân, 18 chuyên ngành thạc sĩ và 5 chuyên ngành tiến sĩ ... Trải qua gần 60 năm xây dựng và phát triển, Trường đã đào tạo cho đất nước gần 70.000 giáo viên, cán bộ quản lý giáo dục, nhà khoa học. Nhiều cựu sinh viên của Trường đang giữ vai trò quan trọng của Đảng và Nhà nước, chính quyền, cán bộ lãnh đạo, quản lý của nhiều địa phương.
Hiện nay, với vai trò là trường đại học sư phạm chủ chốt của quốc gia, Trường Đại học Sư phạm Hà Nội 2 đang có những đóng góp quan trọng trong công cuộc đổi mới căn bản và toàn diện giáo dục đào tạo nước nhà và luôn là một trong các lá cờ đầu trong đào tạo, bồi dưỡng giáo viên của cả nước.

## Lịch sử
Trường Đại học Sư phạm Hà Nội 2 được thành lập theo Quyết định số 128/CP, ngày 14/8/1967 của Hội đồng Chính phủ, trên cơ sở chia tách Trường Đại học Sư phạm Hà Nội thành 03 trường: Đại học Sư phạm Hà Nội 1, Đại học Sư phạm Hà Nội 2 và Đại học Sư phạm Ngoại ngữ Hà Nội. Theo quyết định trên, Trường Đại học Sư pham Hà Nội 2 đảm nhiệm việc đào tạo giáo viên các môn khoa học tự nhiên. Trụ sở ban đầu được đặt ở Cầu Giấy (Lúc đó thuộc huyện Từ Liêm, Hà Nội).
Từ năm 1967, Trường Đại học Sư phạm Hà Nội 2 cùng với các trường đại học sư phạm khác đã đóng vai trò to lớn trong công tác đào tạo nguồn nhân lực cho ngành giáo dục cho cuộc kháng chiến chống Mĩ của dân tộc.
Ngày 11/10/1975, Bộ trưởng Bộ Giáo dục ra Quyết định số 872/QĐ về việc cải tổ xây dựng Trường Đại học Sư phạm Hà Nội 1 và Trường Đại học Sư phạm Hà Nội 2 để mỗi trường đều có các khoa đào tạo giáo viên cấp 3 xã hội và các khoa đào tạo giáo viên cấp 3 tự nhiên. Cũng theo quyết định này, Trường Đại học Sư phạm Hà Nội 2 chuyển lên Xuân Hoà, huyện Sóc Sơn, Vĩnh Phú (nay là Xuân Hòa, thành phố Phúc Yên, Vĩnh Phúc).
Sau quyết định cải tổ, xây dựng hai trường Đại học Sư phạm, Bộ trưởng Bộ Giáo dục đã điều động thầy Nguyễn Cảnh Toàn, nguyên Hiệu trưởng Trường Đại học Sư phạm Hà Nội 2 sang làm Hiệu trưởng Trường Đại học Sư phạm Hà Nội 1 và đồng thời cử thầy Nguyễn Ngọc Quang và thầy Nguyễn Đức Tú vào Ban phụ trách Trường Đại học Sư phạm Hà Nội 2 tại Xuân Hòa, cụ thể:
- Thầy Nguyễn Ngọc Quang, Hiệu phó Trường Đại học Sư phạm Hà Nội 2 làm Quyền Hiệu trưởng thay thầy Nguyễn Cảnh Toàn đi làm nhiệm vụ mới.
- Thầy Nguyễn Đức Tú, Phó Chủ nhiệm Khoa Hóa, Trường Đại học Sư phạm Hà Nội 2 làm Phó Ban phụ trách.
Đội ngũ cán bộ đầu tiên lên Xuân Hòa xây dựng Trường Đại học Sư phạm Hà Nội 2 gồm 16 nhà giáo do thầy Nguyễn Ngọc Quang làm Hiệu trưởng. Bên cạnh đó, có gần 30 cán bộ giảng dạy vừa mới tốt nghiệp Trường Đại học Sư phạm Hà Nội 1. Các thầy cô giáo trẻ đầy nhiệt huyết, khắc phục mọi khó khăn xây dựng trường trong những ngày đầu gian khó. Bốn khoa được thành lập sớm nhất là: Ngữ văn, Toán, Vật lý, Địa lý.
Giai đoạn 1975- 1985 là giai đoạn đầy thử thách nhưng cũng thật tự hào của mọi cán bộ và sinh viên. Trường đã xây dựng được đội ngũ cán bộ đông đảo và một hệ thống tương đối hoàn chỉnh các khoa, phòng, ban và đơn vị trực thuộc, đáp ứng toàn diện những lĩnh vực hoạt động của trường. Trường lúc này gồm các khoa: Ngữ Văn, Toán, Vật lý, Hoá, Địa lý, Sinh - KTNN, Tại chức, Quân sự. Trường đào tạo đại học các ngành: Ngữ Văn, Toán, Vật lý, Địa lý và Sinh-KTNN với 4 hệ đào tạo: hệ chính quy, hệ chuyên tu, hệ tại chức và hệ đào tạo chuẩn hoá chương trình đại học sư phạm bốn năm.
Trong giai đoạn 1986- 1995, hàng trăm cán bộ đã trưởng thành. Hàng ngàn sinh viên đã tốt nghiệp. Gần một ngàn giáo viên trung học phổ thông các tỉnh, thành phố được đào tạo đạt chuẩn trình độ đại học 4 năm. Hàng trăm cán bộ, công nhân viên các cơ quan, đơn vị đã đạt được bằng tốt nghiệp trung học bổ túc.
Trường mở hệ đào tạo giáo viên cốt cán cấp hai, giáo viên cốt cán Tiểu học và chuyên ngành sau đại học: Tâm lý học sư phạm và lứa tuổi; kiên trì xây dựng đội ngũ, từng bước mở rộng phạm vi tuyển sinh và hình thức đào tạo, giữ ổn định và tự khẳng định vươn lên.
Thời kì này, Trường có 470 cán bộ, công nhân viên, trong đó có 190 cán bộ giảng dạy. Cùng với các khoa hiện có, Trường mở Khoa Thiết bị dạy học, thành lập Bộ môn Tin học, Ban Quản lý ký túc xá, Ban Lao động sản xuất và Dịch vụ, Tổ Bảo vệ, Trường Trung học phổ thông Dân lập Châu Phong. Từ năm 1985, Trường mở các lớp đào tạo cử nhân khoa học: Giáo viên Vật lý - Thiết bị dạy học, Giáo viên cốt cán cấp 2 tại các tỉnh: Hà Bắc, Vĩnh Phú, các ngành Ngữ văn và Toán cho cán bộ của Trường Cao đẳng Sư phạm Tây Bắc, các lớp đại học tại chức ở Thành phố Hải Phòng, Tỉnh Hà Nam Ninh và Tỉnh Hà Bắc. Thời gian này, Trường mở các ngành đào tạo cử nhân khoa học: Sinh - Hoá, Toán - Tin và Lý - KTCN.
Từ năm 1988, Trường đào tạo sau đại học chuyên ngành Tâm lý học sư phạm và lứa tuổi, Đến năm 1991 đào tạo cấp bằng Thạc sĩ khoa học cho chuyên ngành này; từ năm 1995, đào tạo cao học chuyên ngành Quản lý và tổ chức công tác văn hoá, giáo dục. Từ năm 1991, Trường đào tạo cử nhân khoa học hệ cử tuyển các ngành Toán - Lý, Sinh - Hoá. Từ năm 1992, Trường đào tạo cử nhân cao đẳng gồm 4 ngành: Văn - Sử, Toán - Tin, Toán Lý, Sinh - Hoá tại Tỉnh Ninh Bình và đầo tạo các lớp cao đẳng Văn - Sử, Văn - Địa, Toán Lý, Sinh - Kĩ thuật nông nghiệp cho tỉnh Vĩnh Phúc. Trong mười năm, số sinh viên đã tuyển gọi và đào tạo: hệ chính quy: 3000, hệ cử tuyển: 200, hệ chuyên tu: 1000, trong đó có 77 sinh viên của hai lớp cán bộ Trường Cao đẳng Sư phạm Tây Bắc, 57 sinh viên của hai lớp Vật lý - Thiết bị và 400 sinh viên của 6 khoá giáo viên cốt cán cấp 2 đào tạo tại Trường.
Giai đoạn 1996-nay, đây là giai đoạn Trường phát triển vững chắc, mở rộng quy mô, từng bước hiện đại hoá cơ sở vật chất, chuẩn hoá đội ngũ, là một trong các trường đại học sư phạm chủ chốt của cả nước.

## Nhân sự
Tính đến nay, tổng số viên chức, người lao động toàn trường là 516, trong đó có:
- 316 Giảng viên và SQPB (trên 60% giảng viên có trình độ tiến sĩ)
- 29 Giảng viên cao cấp
- 121 Chuyên viên chính và Giảng viên chính
- 189 Tiến sĩ

## Các đơn vị đào tạo
Hiện nay trường có 13 Khoa, 01 Viện, 01 Trung tâm đào tạo đại học và sau đại học, bao gồm: 

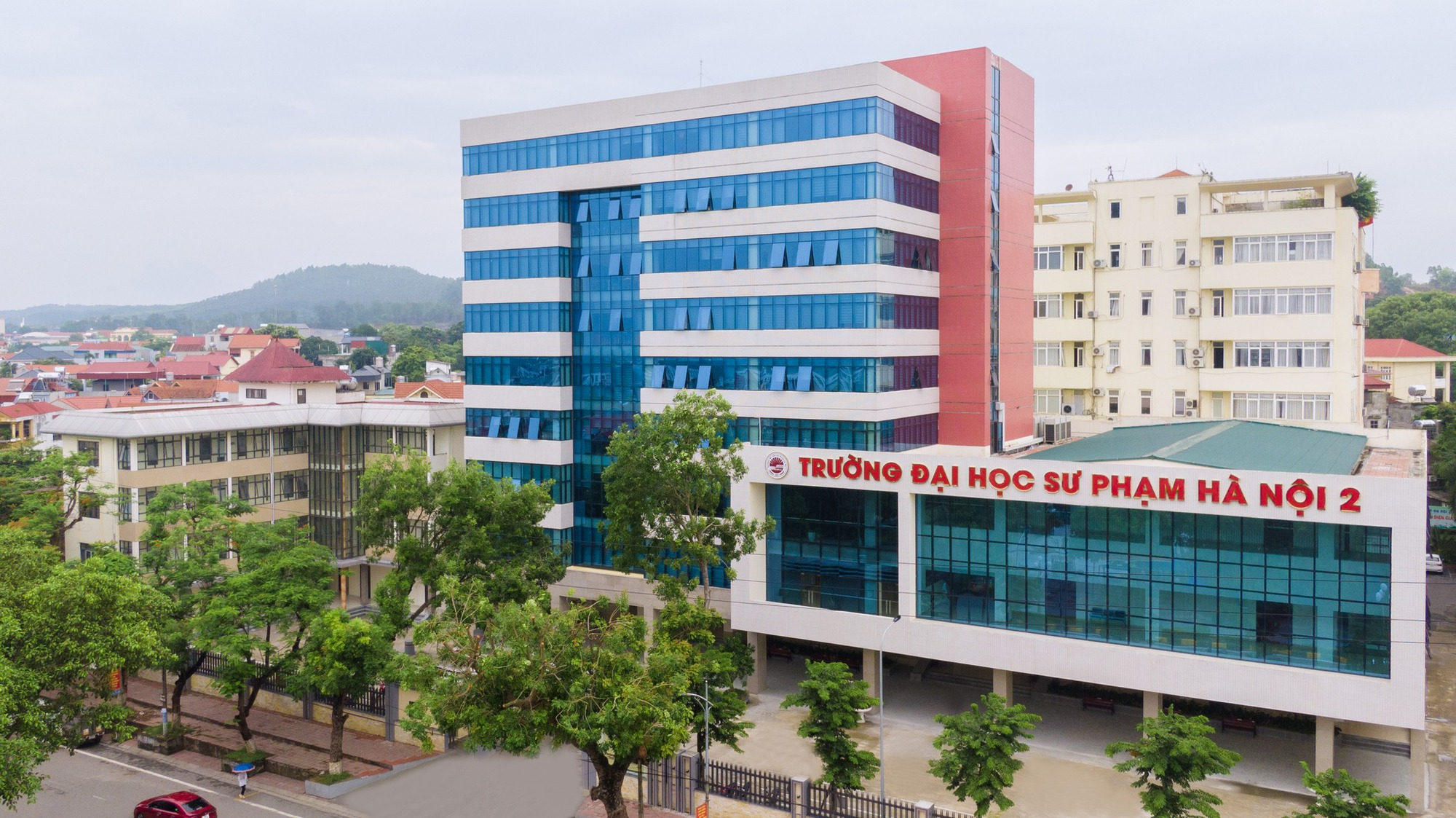
Nhà điều hành (Khởi công năm 2017)

- Khoa Toán - Website: https://maths.hpu2.edu.vn
- Khoa Ngữ văn - Website: https://philology.hpu2.edu.vn
- Khoa Lịch sử - Website: https://history.hpu2.edu.vn
- Khoa Vật lý - Website: https://physics.hpu2.edu.vn.
- Khoa Sinh học; Website: https://biology.hpu2.edu.vn
- Khoa Giáo dục Tiểu học - Website: https://primedu.hpu2.edu.vn
- Khoa Giáo dục Mầm non - Website: https://presedu.hpu2.edu.vn.
- Khoa Hóa học - Website: https://chemistry.hpu2.edu.vn
- Khoa Giáo dục Chính trị - Website: https://politics.hpu2.edu.vn
- Viện Công nghệ thông tin - Website: https://iit.hpu2.edu.vn
- Khoa Tiếng Anh - Website: https://english.hpu2.edu.vn
- Khoa Khoa học Thể dục Thể thao - Website: https://phyedu.hpu2.edu.vn
- Trung tâm GDQP&AN - Website: https://cdst.hpu2.edu.vn
- Khoa Tiếng Trung Quốc - Website: https://chinese.hpu2.edu.vn

## Thành tích
- Năm 1986 Trường được Chủ tịch nước tặng thưởng Huân chương Lao động hạng Ba
- Năm 1995 nhân dịp kỉ niệm 20 năm đào tạo tại Xuân Hoà, Trường được Nhà nước trao tặng Huân chương Lao động hạng Nhì.
- Ngày 17 tháng 11 năm 2007 vào dịp kỷ niệm 40 năm thành lập trường, 32 năm đào tạo tại Xuân Hoà, Trường vinh dự được Nhà nước tặng thưởng Huân chương Lao động hạng Nhất[2].
- Năm 2012 nhân kỷ niệm 45 năm thành lập Trường, Chủ tịch nước đã trao tặng Huân chương Độc lập hạng Ba cho Trường Đại học Sư phạm Hà Nội 2.
- Ngày 18 tháng 12 năm 2018, Thủ tướng chính phủ đã ký Quyết định tặng Cờ thi đua cho Trường Đại học Sư phạm Hà Nội 2 "Đã hoàn thành xuất sắc, toàn diện nhiệm vụ công tác giáo dục và đào tạo, dẫn đầu phong trào thi đua yêu nước năm học 2016-2017".
- Ngày 26 tháng 6 năm 2024, Thủ tướng chính phủ đã ký Quyết định tặng Cờ thi đua cho Trường Đại học Sư phạm Hà Nội 2 "Đã hoàn thành xuất sắc, toàn diện nhiệm vụ công tác giáo dục và đào tạo, dẫn đầu phong trào thi đua yêu nước năm học 2022-2023".
- Ngoài ra nhiều cán bộ của Trường cũng được Thủ tướng Chính phủ, Bộ trưởng Bộ Giáo dục và Đào tạo, Chủ tịch UBND các tỉnh, thành phố tặng nhiều Bằng khen. Nhiều đơn vị được công nhận "Tập thể lao động xuất sắc". Nhiều cán bộ được trao tặng danh hiệu "Chiến sĩ thi đua cấp Bộ" và "Giảng viên giỏi cấp Bộ".

## Các Hiệu trưởng qua từng thời kỳ
| #  | Họ tên                       | Học hàm, học vị | Nhiệm kì  |
| -- | ---------------------------- | --------------- | --------- |
| 1  | Nguyễn Cảnh Toàn             | GS.VS.TSKH      | 1967-1975 |
| 2  | Nguyễn Ngọc Quang            | GS.TS           | 1975-1981 |
| 3  | Nguyễn Duy Bình              | PGS             | 1981-1985 |
| 4  | Vũ Quỳnh (Quyền Hiệu trưởng) |                 | 1985-1987 |
| 5  | Lê Khanh                     | PGS.TS          | 1987-1992 |
| 6  | Thành Thế Thái Bình          | PGS             | 1992-1996 |
| 7  | Nguyễn Huy Lợi               | PGS. TS.        | 1996-2006 |
| 8  | Nguyễn Văn Mã                | PGS.TS. GVCC    | 2006-2011 |
| 9  | Nguyễn Văn Tuyến             | TS              | 2011-2016 |
| 10 | Nguyễn Quang Huy             | PGS. TS.        | 2017- nay |